# Thiruvalam
Thiruvalam es una ciudad y nagar Panchayat situada en el distrito de Vellore en el estado de Tamil Nadu (India). Su población es de 9153 habitantes (2011). Se encuentra a 3 km de Vellore y a 71 km de Kanchipuram.

## Demografía
Según el censo de 2011 la población de Thiruvalam era de 9153 habitantes, de los cuales 4580 eran hombres y 4573 eran mujeres. Thiruvalam tiene una tasa media de alfabetización del 84,50%, superior a la media estatal del 80,09%: la alfabetización masculina es del 91,26%, y la alfabetización femenina del 77,85%.